# 太平场镇
太平场镇，是中华人民共和国重庆市南川区下辖的一个乡镇级行政单位。

## 行政区划
太平场镇下辖以下地区：
桥头社区、三星村、高洞村、河沙村和中坝村。